# Anguila

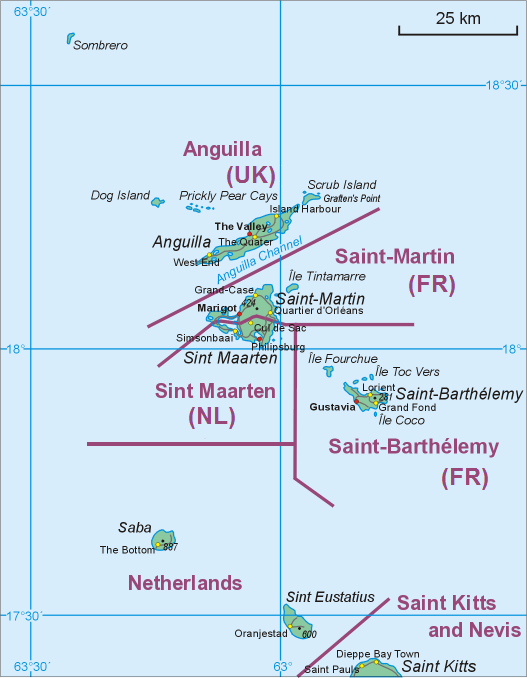
Mapa

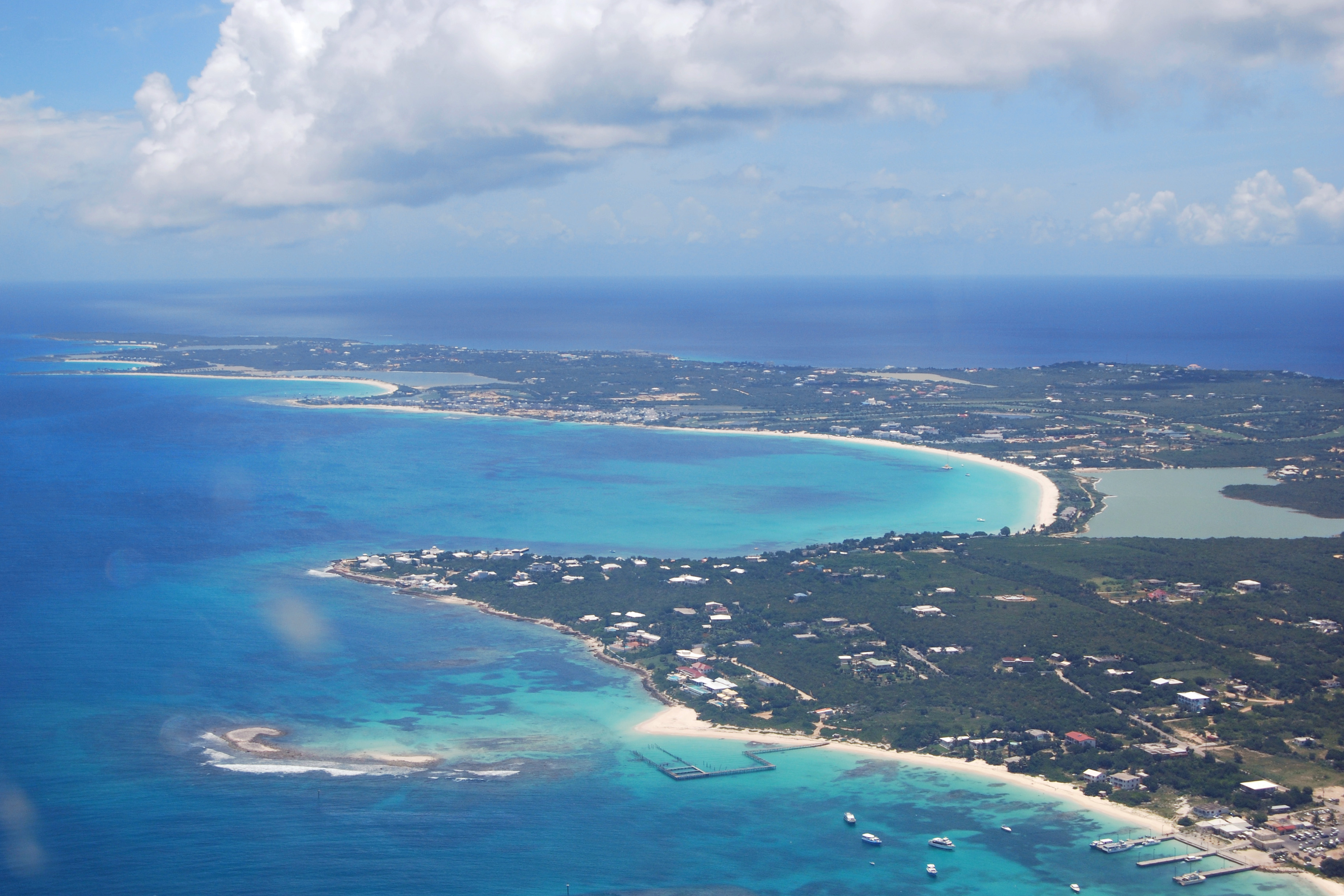
Vista aérea da ilha de Anguila

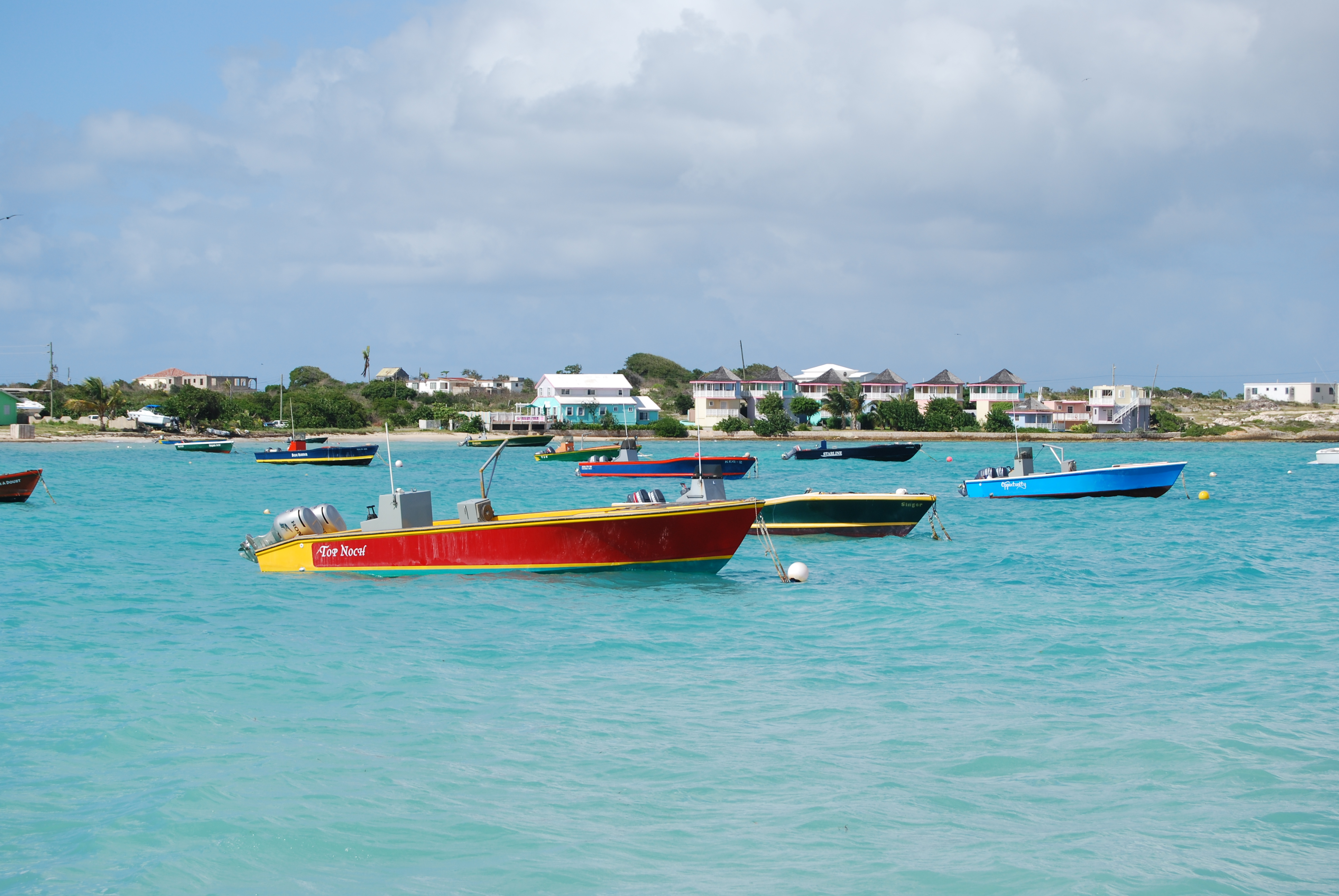
Porto da ilha de Anguila

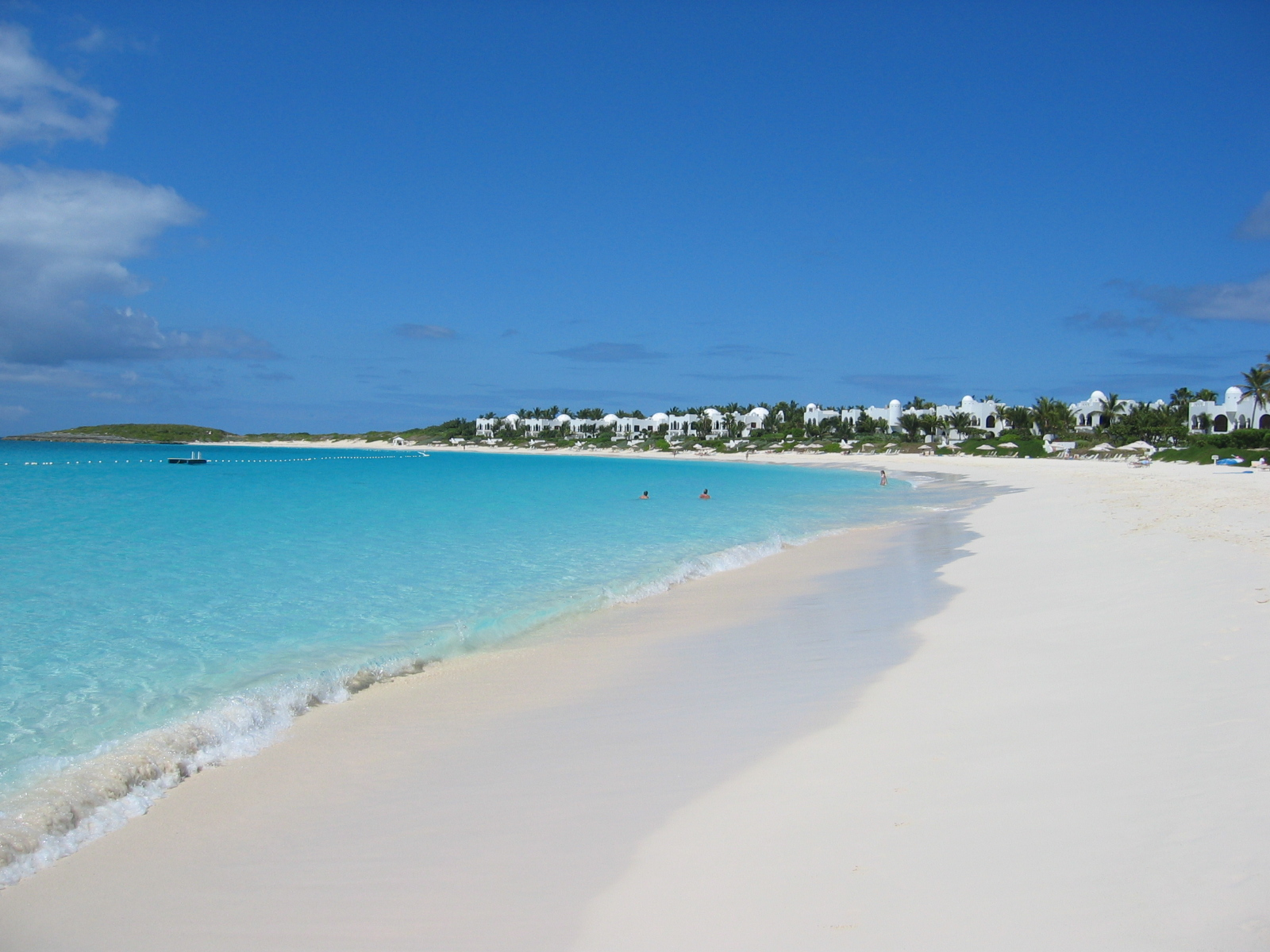
Praia em Anguila

Anguila (em inglês: Anguilla) é um território britânico ultramarino nas Caraíbas, que compreende a ilha de Anguila e algumas ilhotas próximas, e que tem fronteira marítima, no canal de Anguila, com a ilha de São Martinho (dividida em uma parte neerlandesa, Sint Maarten, e uma parte francesa, Saint-Martin). A oeste, tem como vizinhas mais próximas as Ilhas Virgens Britânicas. A capital de Anguila é The Valley.
Anguila tornou-se um paraíso fiscal popular, não tendo ganhos de capital, patrimônio, lucro ou outras formas de tributação direta de pessoas físicas ou jurídicas. Em abril de 2011, diante de um déficit crescente, a ilha introduziu uma "taxa de estabilização provisória" de 3%, a primeira forma de imposto de renda de Anguila.

## História

### Pré-colombiana
Antes da chegada dos europeus, a ilha chamava-se Malliouhana, que significa "serpente do mar em forma de arco". Era habitada pelos povos indígenas Arahuaco, que se dedicavam à produção de milho, algodão, batata doce e pesca. Foi descoberta em 1493 por Cristóvão Colombo, e seu nome "Anguila" é provavelmente devido à sua forma alongada.

### Colonização britânica
Anguila foi colonizada por ingleses de San Cristobal e Nieves em 1650. Foi administrada pelo Reino Unido até 1825, quando a ilha foi passada para a administração de São Cristóvão e Neves contra a vontade dos habitantes de Anguila. Desde então, em várias ocasiões, Anguila tentou se separar.

### Independência
Em 11 de julho de 1967, foi realizado um referendo sobre a autonomia, que foi vencido pelos separatistas (1813 votos contra 5). Em 17 de junho, sua independência foi proclamada unilateralmente. Depois de vários dias de tensão quando a autonomia não foi concedida no referendo e a expulsão dos únicos quatro britânicos da ilha, em 19 de março de 1969 as tropas britânicas ocuparam a ilha, sem violência, situação que perdurou até 15 de setembro.
Finalmente, em 1971, a ilha passou a ser administrada por um comissário britânico e um Conselho da Ilha, obtendo a condição de dependência britânica em 1976 com autonomia administrativa, graças ao líder do Conselho da Ilha, Ronald Webster, e consolida em 1980 separando formalmente do Estado associado a São Cristóvão e Neves.
Em 1992, a ilha entrou como membro associado da Comunidade do Caribe (CARICOM). Em 1995, o furacão Luis causou grandes danos ao arquipélago, especialmente no setor agrícola.

## Geografia
O arquipélago se localiza no Caribe, especificamente no extremo norte das ilhas de Sotavento nas Antilhas Menores; compreende a habitada ilha de Anguila e as desabitadas ilhas Scrub, Dog e Sombrero; e alguns ilhéus próximos, também desabitados.
O terreno é em geral, rochoso e de pouca elevação. Não há rios, só algumas pequenas lagoas na ilha de Anguila. O clima é tropical com uma temperatura média de 27 °C. O período mais quente é de julho a outubro e o mais frio é de dezembro a fevereiro. A precipitação média anual é de 900 mm, os meses mais chuvosos são setembro e outubro e os mais secos são fevereiro e março. A ilha recebe duas tempestades tropicais por ano e furacões que vêm de repente, que ocorrem entre julho e novembro. A ilha sofreu danos em 1995 devido ao Furacão Luis, inundações severas devido ao furacão Lenny e danos devastadores em 2017 devido ao furacão Irma.
Não possui uma divisão político-administrativa propriamente dita. Ainda que se podem assinalar as ilhas como a divisão mais representativa. As ilhas que conformam o território são:
- Anguila
- Anguilita
- Dog
- Little Scrub
- Prickly Pear
- Sandy
- Scrub
- Seal
- Sombrero

### Demografia
Segundo estimativas feitas pela CIA World Factbook, em 2018, Anguila tinha uma população de aproximadamente 14 731 habitantes. Toda a população do arquipélago está concentrada na ilha principal de Anguila. A língua oficial de Anguila é o inglês. Etnicamente a maioria da população é de ascendência africana, com minorias mulatas e brancas.
A maioria da população professa o cristianismo do ramo protestante (com maiorias anglicana e metodista e minorias adventista e batista). Também há uma minoria rastafári.

## Política
Anguila está sob a Ordem Constitucional de 1 de abril de 1982, emendada em 1990.
O Chefe de Estado é o monarca do Reino Unido, Carlos III, representado pelo Governador de Anguila, que é designado pelo próprio rei. O Chefe de Governo é o Ministro Chefe, que é designado pelo Governador dentro do bloco maioritário da Assembleia e que deve formar um Conselho Executivo aprovado por dita Câmara.
A Assembleia é unicameral com onze cadeiras, sete eleitas por voto popular, dois membros de ofício e dois designados pelo Governador para um mandato de cinco anos. Possui um tribunal (com um juiz enviado pelo Supremo Tribunal do Caribe Oriental).

## Economia
Anguila possui poucos recursos naturais, e a economia depende bastante do turismo, bancos estrangeiros, pesca de lagostas e remessas de emigrantes. A economia, especialmente o setor turismo, teve efeitos devastadores em 1995, por causa do Furacão Luis, mas se recuperou em 1996. Ao crescer o setor turismo, também pôde ajudar ao setor de construção, que cresceu grandemente à economia. Os bancos estrangeiros estão estabelecidos, mas tem a participação muito pequena, ainda que também em auge.
Os principais produtos que produz e exporta são sal, pescado, lagostas, blocos de concreto, gado, fumo e rum. É também uma fonte de renda para sua economia a emissão de selos postais destinados principalmente à coleção. O arquipélago possui como moeda o Dólar do Caribe Oriental.

## Transporte
Anguila é servida pelo Aeroporto Internacional Clayton J. Lloyd (até 4 de julho de 2010, conhecido como Aeroporto Wallblake). A pista principal do aeroporto tem 1 164 pés (1665 m) de comprimento e pode atender aeronaves de médio porte. Possui voos que operam para vários destinos do Caribe através da operadora regional LIAT, linhas aéreas locais e outras. Em dezembro de 2021, Anguila inaugurou o seu primeiro voo internacional regular de jato comercial de e para o continente americano. A American Eagle, que opera em nome da American Airlines, iniciou um serviço de jato regional Embraer 175 sem escalas para Anguila a partir de Miami, num momento decisivo para a aviação de Anguila, com o aeroporto a tentar também atrair outras transportadoras aéreas internacionais.
Com exceção dos táxis, não há nenhum serviço de transporte público na ilha. Os carros circulam pela esquerda.
Existem balsas regulares de São Martinho Francês para Anguila. Dura cerca de vinte minutos a travessia de Marigot, São Martinho a Blowing Point, Anguila. As balsas começam a operar às 7:00. Há também um serviço de fretamento, de Blowing Point, Anguila ao Aeroporto Princesa Juliana, para facilitar as transferências. Este meio de viagem é o método mais comum de transporte entre Anguila e as duas partes de São Martinho.

## Cultura
A cultura de Anguila é um reflexo da mistura entre as tradições e os costumes dos ameríndios e dos colonos ingleses. Em 1993, o governo fundou o Anguila National Trust, uma instituição encarregada de manter, proteger e divulgar o patrimônio do arquipélago, tanto natural quanto histórico, arqueológico e cultural.
A gastronomia de Anguila é influenciada pelo nativos caribenhos, espanhóis, franceses e ingleses. Os mariscos são abundantes, principalmente lagosta, camarão, caranguejo, caracóis, entre outros. O sal é um alimento básico em Anguila, consumido sozinho ou em ensopados, ensopados ou sopas. O gado é limitado devido ao pequeno tamanho da ilha, as pessoas usam aves de capoeira, porcos, cabras e ovelhas, juntamente com carne importada. A carne de cabra é a mais consumida, é utilizada em diversos pratos. Os alimentos são arroz, inhame, batata doce e pão.

### Esporte
Um dos principais esportes são as corridas de barco, sendo que as regatas de vela destacam-se. Como em muitas antigas colônias britânicas, o críquete é um esporte muito praticado, o rugby também é praticado (representado em Anguila por Anguilla Eels RFC) e o futebol, entre outros esportes.